# دوزندگان میخ‌دار
دوزندگان میخ‌دار یا گومفاشنا Gomphaeschna یک سرده از تیره‌های کوتوله از آسیابک‌های خانواده دوزندگان (Aeshnidae) است. حدود ۹ گونه توصیف شده در Gomphaeschna وجود دارد.
"Gomphos": این بخش از نام از کلمه یونانی "góμφος" (gomphos) گرفته شده‌است، به معنای میخ، پیچ یا گیره. این احتمالاً به شکل انبرک‌ها در سنجاقک‌های نر این جنس اشاره می‌کند.
"Aeschna": این بخش از نام جنس "Aeshna" مشتق شده‌است، گروه بزرگی از سنجاقک‌ها که Gomphaeschna به آنها مربوط می‌شود.

## گونه‌ها
این ۹ گونه متعلق به سرده دوزندگان میخ‌دار هستند:
- آنتی لوپ Gomphaeschna (هاگن، 1874) (دارنر دم مخروطی)
- Gomphaeschna carinthiae Schädel & Lechner، 2017
- Gomphaeschna furcillata (Say, 1840) (هارلکین دارنر)
- † Gomphaeschna danica Madsen & Nel، 1997
- † Gomphaeschna inferna Pritykina، 1977
- † Gomphaeschna miocenica Prokop & Nel، 2002
- † Gomphaeschna paleocenica Madsen & Nel، 1997
- † Gomphaeschna schrankii Lewis، 1988
- † Gomphaeschna sibirica Bechly & al.، 2001